# North Brookfield (Massachusetts)
North Brookfield é uma vila localizada no condado de Worcester no estado estadounidense de Massachusetts. No Censo de 2010 tinha uma população de 4.680 habitantes e uma densidade populacional de 82,33 pessoas por km².

## Geografia
North Brookfield encontra-se localizado nas coordenadas 42° 16′ 03″ N, 72° 04′ 01″ O. Segundo o Departamento do Censo dos Estados Unidos, North Brookfield tem uma superfície total de 56.84 km², da qual 55.08 km² correspondem a terra firme e (3.09%) 1.76 km² é água.

## Demografia
Segundo o censo de 2010, tinha 4.680 pessoas residindo em North Brookfield. A densidade populacional era de 82,33 hab./km². Dos 4.680 habitantes, North Brookfield estava composto pelo 97.09% brancos, o 0.34% eram afroamericanos, o 0.41% eram amerindios, o 0.28% eram asiáticos, o 0.06% eram insulares do Pacífico, o 0.19% eram de outras raças e o 1.62% pertenciam a duas ou mais raças. Do total da população o 1.9% eram hispanos ou latinos de qualquer raça.